# さまぁ〜ずげりらっパ
『さまぁ〜ず げりらっパ』は、一部テレビ朝日系列局で放送された名古屋テレビ（メ〜テレ）製作のバラエティ番組。全317回。製作局のメ〜テレでは2002年4月15日から2008年9月23日まで放送。

## 概要
さまぁ〜ずの大竹一樹と三村マサカズが毎回ゲリラライブのように街中に現れ、その日の共演者たちとともに様々なバラエティ企画を遂行していた番組である。
この番組が実施していた企画は、さまぁ〜ずほか出演者たちが体を張って挑む実験企画やゲストを招いてのトークショーなどが多かった。このような性質から、番組の収録は屋外ロケが基本で、メ〜テレのスタジオ内で収録をすることはあまり無かった。ロケは名古屋市内、特に大須商店街や栄ラシック敷地内などの繁華街で行うことが多く、そのたびに見物人が多く集まりすぎてパニックになるのが定番だった。それゆえに、後述のような事件も何回か起きている。
その行き当たりばったりで実験番組的な要素は、過去にメ〜テレが製作していたローカル深夜番組『オジャマンないと!』のそれを踏襲しており、「実験ショー」や「巨大シリーズ」などの大掛かりになる企画には地方局の番組としては異例なほどの予算と手間隙が掛かっていた。進行役は看板出演者のさまぁ〜ずではなく、番組のディレクター陣が持ち回りで務めていたが、彼らは毎回ロケ本番前になってからさまぁ〜ずにその日の企画内容を告げるため、いきなり無理難題を突きつけられた2人がそれに反論するというのがお決まりの展開であった。
また、「テープをほとんど止めない」点も大きな特徴である。通常のバラエティ収録では目的の場所で必要なシーンのみカメラを回すことが一般的だが、この番組では移動中など特に企画がない時間でもかなりの部分でカメラが回っており、時折出演者の素に近い表情を垣間見ることができる。例えば、美術チームが実験機材製作をしている裏で暇を持て余したさまぁ〜ずが本気で遊んでいるシーンを放送したり、不慣れなゲストが通常通りテープが「止まっている」と勘違いして放った失言を放送したこともある。進行役のディレクター陣が堂々と割り込んで来ることと並び、ゲストが戸惑ってしまうことの多い特徴点であった。
この番組は、放送開始当初からバラエティ企画を主軸とするスタイルは出来上がっていたものの、当初は音楽番組を自称していた。その当時はインディーズバンドの曲や人気歌手の新曲を紹介するミニコーナーを擁し、ゲストにはミュージシャンを呼ぶことが多かったが、このミニコーナーは早期に無くなり、以後は完全にバラエティ番組化していった。また、当初は製作局のメ〜テレのみで放送されていたが、長寿番組化するとともにネット局を増やしていった。しかし、放送末期ではネット局での途中打ち切りや不定期ネットへの降格などが相次ぎ、最終的にはメ〜テレ、東日本放送、長野朝日放送の3局のみで放送されるようになった。2008年3月18日放送分までは地上デジタル放送においても4:3比の標準画質映像で、左右のサイドパネルに番組タイトルロゴを配した状態で放送されていたが、同年3月25日放送分をもって16:9比のハイビジョン制作へと移行した。それに伴い、表示テロップも高画質のものになった。
最終回では、6年半の番組収録の中で使用してきた小道具や大道具の山を派手に爆破して最後を締めくくった。全放送回数は317回に及んだが、これについて大竹は番組内で「“サイナラ”と読めるから317回で終わらせるんじゃないか？」とコメントしていた。
番組終了後の2011年4月1日よりエンタメ〜テレ☆シネドラバラエティでの再放送を開始し、初のCSチャンネルへの進出を果たした。

## 出演者

### レギュラー
- さまぁ～ず（大竹一樹・三村マサカズ）
- 西端さおり - 放送第1回目から2005年3月29日放送分まで出演。
- ゆりん - 2005年5月3日放送分から2006年10月3日放送分まで出演。
- 田代さやか - 2006年10月10日放送分から最終回まで出演。

### 準レギュラー
- つぶやきシロー - 2003年3月25日放送分の準レギュラー売り込み企画で初登場。その際に、彼のネタ披露を基に「ebi倶楽部」の登録会員200人による投票が行われたが、賛成52%・反対48%という微妙な結果から、「呼びたい時に来る」という形での準レギュラーとなった。出演回数は、レギュラー陣を除けばげりらっパ史上最多だった。
- ふかわりょう - つぶやきシローに次いでゲスト出演回数が多く、いつの間にかテロップに「準レギュラー」と表記されるようになった。

## 主な企画

### トークショー
毎回ゲストを招いて行うトークショーで、民家の中など他局の番組がやらないような場所で行うことも多かった。企画内容やステージの設置場所などを聞かされたゲストの反応に重きを置いていたため、本番であるはずのショーパートのオンエア時間は短かった。総じてゲストからの評判は良くなかったが、ショーの開催を依頼した民家の住人は満足することが多かった。

### 電車ライブ
私鉄の運行車両にて行う企画。

### バス企画
名鉄バス運営の路線バスの車両などを貸切にして行う企画。一般参加者たちが乗車するための「特設バス停」が設けられていた。

### 実験シリーズ・実験ショー
大掛かりな実験装置を作り、それらが成功するかどうかを試す企画。レモン電池カー、ペットボトルカー、ゴムカーなどを使って車を走らせる企画が多かった。成功率はあまり高くなかったが、それを「失敗」を認めずに「引き分け」と評するのが恒例だった。ベッドカーでは大竹がボケて飛び乗ったが、直後にバッテリーがオーバーヒートし、煙が吹き出す騒ぎになった。

### 巨大シリーズ
さまぁ〜ずと女性レギュラーの3人がディレクターからの指示で非常識なサイズの物体を作り上げる企画。2002年10月8日放送分にて初実施。物によってはスタッフも総出で制作に参加していた。上記の実験シリーズの元になった企画であり、企画開始当初はそのまま「実験シリーズ」と謳っていた。三村曰く「馬鹿の発想」。後に二人がレギュラーになった「リンカーン」でもダウンタウンが同様の企画を行った。

### 自転車企画
その日のゲストやスタッフとともに自転車で名古屋の街中を走る企画。最もパニックが起きやすい企画であり、後述の事件も何回か起こっているが、それでもなお時折行われていた。また、前述のトークショー企画でもゲストとともに会場まで自転車で向かったことがある。

### まっすぐ歩こう
行く先に建物などの障害物があっても出来る限り一直線に歩くことを目指す企画。通行の障害となる物があった場合は、参加者たち自身がその所有者に対し通行許可交渉をしに行かなければならなかった。事前のアポイントメントは取っていなかったため、交渉が成立せずに迂回を余儀なくされることもあった。最終的には参加者たちが逃亡するのがオチになっていたが、第4弾ゲストの松村邦洋は逃げ遅れてスタッフに捕まった。

### さまぁ〜ず貸します
さまぁ〜ずと女性レギュラーの3人を希望者にレンタルし、好きなように使ってもらう企画。2003年1月28日放送分にて初実施。当初は2か月に1回ほどのペースで行われていたが、次第に実施ペースが落ちていき、最終的に企画自体が消滅した。

### 外来種バスターズ
日本在来の植物や動物を守るため、国内で繁殖した外来種を駆除する自然をテーマにした企画。大学教授や地元の高校生などからの協力を受けながらロケを敢行し、外来生物法に則った方法で駆除を行っていた。ミシシッピアカミミガメ、カダヤシ、ブルーギル、オオフサモなどが対象となった。

### グルメシリーズ
外れが無いと言われるさまぁ〜ずお気に入りの企画で、その名の通り名古屋でとんかつ、コロッケ、どて煮、チャーハン、タイ料理などの美味しい物を食べる。「絶品○○を食べよう」というタイトルで放送されることが多かった。

### コンビニオリジナル商品開発
番組オリジナルのコンビニ商品を開発し、契約チェーン店各店にて期間限定で販売する企画。当初はローソンが開発・販売に協力していたが、番組放送末期に販売した「げりらっパブラックチャーハン」や「げりらっパ恵方巻」などはファミリーマートとの共同開発になった。なお、同社はその後、アサヒビールとともに番組スポンサーに参入した。

### 番組テーマソング制作
番組テーマソングを作る企画。作詞はさまぁ〜ずと田代さやかが担当し、作曲はロケットマンに依頼した。曲は完成後、さまぁ〜ずがメンバーを務めるマイナスターズが当時番組のネットエリアだった沖縄のステージで歌った。

### 番組外でのドッキリ企画
さまぁ〜ずのレギュラー番組であるTBS『リンカーン』2007年10月23日放送分で、大竹が自分たちのマネージャーにドッキリを仕掛けられる企画が同番組スタッフの協力の下で行われた。また、それ以前にもテレビ朝日『クイズプレゼンバラエティー Qさま!!』で、三村がこの番組の沖縄ロケの合間にスタッフによってドッキリを仕掛けられるなど、番組外でも何かとこの番組のスタッフが関わることが多かった。

## オープニングテーマ
- War （エドウィン・スター）

## 放送局
| 放送対象地域   | 放送局                            | 系列           | 放送曜日・放送時間 | 備考                                                 |
| -------------- | --------------------------------- | -------------- | --- | ---------------------------------------------------- |
| 中京広域圏     | 名古屋テレビ（メ〜テレ）          | テレビ朝日系列 | 月曜 24:45 - 25:15 （2002年4月 - 2002年9月） 火曜 24:15 - 24:45 （2002年10月 - 2008年9月）                                                | 製作局                                               |
| 青森県         | 青森朝日放送                      | テレビ朝日系列 | 火曜 25:15 - 25:45 （放送開始時） 不定期放送（放送終了時）                                                                                | 約2か月半遅れ 途中打ち切り                           |
| 秋田県         | 秋田朝日放送                      | テレビ朝日系列 | 土曜 17:00 - 17:30 （放送開始時） 月曜 25:15 - 25:45 （放送終了時）                                                                       | 途中打ち切り                                         |
| 宮城県         | 東日本放送                        | テレビ朝日系列 | 木曜 25:46 - 26:16 （放送開始時） 土曜 25:10 - 25:40 （放送終了時）                                                                       | 約2か月遅れ 2008年9月まで放送                        |
| 福島県         | 福島放送                          | テレビ朝日系列 | 不定期放送 |                                                      |
| 長野県         | 長野朝日放送                      | テレビ朝日系列 | 木曜 25:15 - 25:45 | 約3か月半遅れ                                        |
| 石川県         | 北陸朝日放送                      | テレビ朝日系列 | 木曜 25:15 - 25:45 | 約3か月遅れ 途中打ち切り                             |
| 岡山県・香川県 | 瀬戸内海放送                      | テレビ朝日系列 | 不定期放送 | 2008年3月頃まで放送                                  |
| 沖縄県         | 琉球朝日放送                      | テレビ朝日系列 | 月曜 26:16 - 26:46 | 途中打ち切り                                         |
| 日本全国       | エンタメ〜テレ☆シネドラバラエティ | CS放送         | 金曜 23:00 - 23:30 （2011年4月 - 2011年9月） 水曜 22:30 - 23:00 （2011年10月 - 2011年12月） 水曜 19:30 - 20:00 （2011年12月 - 2012年3月） | リピート放送あり 2012年3月以降もリピート放送を継続中 |

## 関連メディア

### DVD
- さまぁ〜ず げりらっパ（2008年2月6日発売、DVD2枚組、発売元 - メ〜テレ、販売元 - メディアファクトリー）

トークや自転車はカットし、傑作選と実験コーナーの傑作選にしている。レンタルも可能である。

## 事件・不祥事
- 2003年12月23日の55分生放送スペシャルの回で、深夜の栄の繁華街を自転車で駆け抜ける企画を決行。しかし、ギャラリーがその場に一気に押し寄せたため、出演者たちはしばらく身動きが取れない状況になった。そんな中、数人の若者が三村が乗っていた自転車に襲いかかって派手に転倒させたことから、その場はしばらく同行スタッフも交えての乱闘状態になったが、出演者たちは何とかロケバスに戻ることができた。スタッフは後日番組の中で、当日に街中で無用の混乱を引き起こしたことについて謝罪し、番組公式サイトにも謝罪文を掲載した。ただし、乱闘騒ぎについては一切触れず、「放送車両による車の渋滞」を招いたことのみを謝罪していた[1]。
- 上記以外にも、街中でロケを行っている最中にギャラリーが押し寄せてパニックになったことが何度もある。その模様は、2008年に発売された番組DVDのDISC1「入門編」に多数収録されている。
- 2005年11月15日放送分で、視聴者からの調査依頼を受けていた建物を高所作業用のゴンドラ付きの特殊車両で覗き見する企画を実施したが、その際に出演者たちがヘルメットを着用していなかったとして安全管理の不備を指摘された。スタッフは後日番組の中で、テロップを通じて謝罪した。